# Kaus Borealis
Kaus Borealis (λ Sagittarii / λ Sgr / 22 Sagittarii) es una estrella de la constelación de Sagitario de magnitud aparente +2,81.

## Nombre
Kaus Borealis está situada en la parte superior del arco, de donde proviene su nombre: Kaus, del árabe «arco», y Borealis del latín «boreal», «en el norte». Debajo se encuentran las otras estrellas del arco, Kaus Medius (δ Sagittarii) y Kaus Australis (ε Sagittarii).
Junto a Polis (μ Sagittarii) puede haber sido el Anu-ni-tum acadio, asociado con la diosa Ishtar.

## Localización
Justo al oeste de Kaus Borealis y encima de la nebulosa de la Laguna se sitúa el solsticio de diciembre, el punto más meridional del recorrido del Sol a través del cielo.
Estando cerca de la eclíptica, Kaus Borealis a veces es ocultada por la Luna y ocasionalmente por planetas. El último planeta que la ocultó fue Venus el 19 de noviembre de 1984 y anteriormente lo había hecho Mercurio el 5 de diciembre de 1865.
Kaus Borealis está a 77 años luz del sistema solar. Dentro de 432 000 años tendrá lugar su máximo acercamiento a la Tierra, cuando estará a 35 años luz; en ese momento, su brillo alcanzará magnitud +1,06.

## Características
Kaus Borealis es una gigante naranja de tipo espectral K1IIIb similar a Pólux (β Geminorum).
Con una temperatura superficial de 4700 K, tiene una luminosidad 52 veces mayor que la del Sol. La medida de su diámetro angular, 0,0044 segundos de arco, permite calcular su radio, 11 veces más grande que el radio solar. Asimismo es una fuente de rayos X, lo que indica que tiene cierta actividad magnética. Tiene una masa aproximada de 2,3 masas solares.
La composición química de Kaus Borealis es semejante a la solar, siendo su índice de metalicidad —abundancia relativa de elementos más pesados que el helio— [M/H] = -0,04.